# Comunità ebraica di Sermide
Gli ebrei fecero parte del tessuto sociale Sermidese per oltre cinque secoli (1414-1936).

## Storia
Fra i primi ad essere annoverati vi fu Jacob Giudeo, figlio di Angelo da Sermide e probabilmente fratello di quel Leuccio di Angelo a cui Gian Francesco Gonzaga concesse l’apertura di un banco feneratizio nel 1414. Il banco feneratizio, e il prestito su pegno, allora rappresentarono gli elementi che permisero agli ebrei di incunearsi con successo entro l’economia cristiana successivamente alle limitazioni imposte dal IV Concilio Lateranense. Il prestito su pegno rispondeva a molteplici esigenze: per i mutuatari costituiva la leva per realizzare una provvista di liquidità, per il creditore rappresentava la garanzia a copertura dell’obbligazione pendente. Questo circuito, faceva capo sia alle Camere dei pegni, sia ad un massarolo, che presso alcuni stati, come quello estense o mantovano del XV secolo poteva essere un ebreo.

### Medioevo
All’inizio si trattava di piccoli nuclei ebraici, (una o due famiglie di banchieri), come quella di Samuele da Pola, abitante a Sermide nella seconda metà del Quattrocento. Occorre ricordare che presso i banchi feneratizi gestiti da ebrei non potevano essere impegnati arredi sacri di culto cristiano.
A questi primi nuclei ne seguirono altri, attratti dalle possibilità commerciali e finanziarie delineate dalla prossimità con gli stati confinanti. Già nel 1520 svolgevano la loro attività nel basso Mantovano numerosi finanzieri ebrei, e nuovi banchi vennero istituiti durante il dominio di Federico Gonzaga a Borgoforte, Canneto, Castel d'Ario, Sermide, Viadana, Villimpenta e Volta.
Sempre nel '500 a Sermide, e per oltre un secolo, vi si stabilì anche un ramo della famiglia Portaleone, celebri medici ebrei mantovani che esercitarono la loro professione sia presso la corte dei Gonzaga, che presso il comune. Fra gli altri medici ebrei di Sermide vanno annoverati i chirurghi Judah Leone, ed i Pantalone Graziadio, Bruno e Lucido. Per quest’ultimo, nel 1596 la comunità Sermidese supplicò il Duca di Mantova di concedergli licenza d’esercizio  in quanto era ritenuto un bravissimo medico e la comunità altrettanto bisognosa delle sue cure.
La comunità israelitica di Sermide crebbe considerevolmente a seguito dell’espulsione degli ebrei Sefarditi dalla Spagna. Infatti, dopo il 1492, molti di loro trovarono rifugio in Italia. Con Filippo II di Spagna regnante, gli ebrei esiliati dalla Spagna, vennero in un primo tempo tollerati nel ducato di Milano, che allora era sotto il dominio spagnolo, ma successivamente, anche su consiglio del suo confessore, Filippo II li espulse dal territorio milanese (primavera del 1597) e gli esuli, un migliaio di persone, furono ricevuti a Mantova, Modena, Reggio Emilia, Verona e Padova.
Con l’espulsione degli ebrei dalla Lombardia spagnola, la presenza di israeliti a Rivarolo, Revere, Sermide e Viadana si accrebbe di nuove comunità ricche di storia e di tradizione.

### Età Moderna
Nel 1507 venne concesso, ad Abramo Jacopo Finzi di Bologna, il permesso di costruire una sinagoga a Sermide. Ma la sua edificazione risale al 1598, e per oltre tre secoli, servì alle necessità di culto della comunità ebraica Sermidese.
A Sermide, la convivenza fra le comunità cristiana ed ebraica, non fu sempre pacifica. Nel conclave del 25 dicembre 1559 per solo cinque voti Ercole Gonzaga non divenne papa (Venne eletto Pio IV). Ma la notizia (falsa) della sua elezione provocò tumulti e saccheggi in tutto il ducato: si trattava di saccheggi rituali che generalmente iniziavano subito dopo il conclave, o quando addirittura questo non era ancora terminato, e prendevano di mira il palazzo apostolico o la proprietà privata nella quale aveva abitato il neoeletto pontefice. Le pratiche traevano origine dalle spoliazioni dei beni dei vescovi da parte dei chierici, la cui diffusione è testimoniata fin da epoca antica, come dimostra il canone del concilio di Calcedonia del 451.
In tale occasione Camillo Suardo, podestà di Sermide, scriveva al duca di Mantova informandolo che, non appena le notizie dell' elezione di Ercole al Papato si erano diffuse, erano scoppiati tumulti di fronte alla chiesa e attorno ai banchi degli ebrei.
Con la guerra di successione di Mantova e del Monferrato, iniziò il declino della comunità ebraica di Sermide. Nel 1642 i sermidesi esponevano che, mentre prima della guerra gli ebrei erano in molti (con la loro sinagoga fra case nel castello), successivamente si ridussero a quattro famiglie, la cui mescolanza con i cattolici, diede origine a scandali. Per questo motivo, la cittadinanza chiese alle autorità di farli rientrare nel castello, utilizzato a mo’ di ghetto. Dal canto loro, gli ebrei protestavano perché le loro case erano state rovinate.
Fra i patrioti cisalpini sermidesi deportati dal governo Austriaco in Dalmazia, fra il 1799 ed il 1801 (una decina di persone) figuravano anche alcuni ebrei di Sermide (Benedetto Finzi e Vittacoria Isacco, negoziante).
Nel periodo Napoleonico la comunità ebraica del mantovano era ancora composta da circa 2000 persone di cui 200 ripartite tra Sermide, Revere, Ostiano e Rivarolo.

### Età Contemporanea
La sinagoga venne chiusa già nel 1936, durante il ventennio fascista e del cimitero ebraico non restò più nulla. Gli arredi  sacri furono trasferiti alla sinagoga centrale di Milano, dove si trovano tuttora in un piccolo oratorio nei sotterranei del tempio. Il grande aron monumentale di Sermide, dono nel 1635 della comunità ebraica di Mantova, fu invece portato in Israele dove è esposto in un museo a Gerusalemme.
L'edificio della sinagoga di Sermide fu danneggiato dai bombardamenti durante la seconda guerra mondiale e quindi riadattato ad abitazione privata (si conservano però ancora tracce visibili degli antichi ambienti).